# Silbertal (Pfälzerwald)
Das Silbertal ist ein Kerbtal in Rheinland-Pfalz, das der Silbertalbach und der Mußbach in das Mittelgebirge Pfälzerwald eingetieft haben. Der obere Talabschnitt liegt in der Waldgemarkung von Wachenheim an der Weinstraße, der untere in derjenigen von Deidesheim. Beide Landstädte gehören zum Kreis Bad Dürkheim.

## Geographie

### Lage
Das Tal beginnt im Kernbereich des mittleren Pfälzerwalds und setzt sich in Südostrichtung fort in dessen östliches Randgebirge, die Haardt. Seinen höchsten Punkt hat es auf etwa 475 m, seinen tiefsten am Talausgang auf 244 m. Es verläuft ungefähr von Nordwest nach Südost und ist etwa 3,6 km lang. Davon entfallen 1,6 km auf den oberen Talabschnitt mit dem Silbertalbach und 2 km auf den unteren. An seinem Ausgang (⊙) geht das Silbertal am Zulauf des von links kommenden Benjentals in das Gimmeldinger Tal über.

### Gewässer
Der Silbertalbach entspringt am Nordhang des Mittleren Stoppelkopfs (517,7 m) auf einer Höhe von 373 m (⊙). Er entwässert das obere Silbertal und mündet auf 280 m (⊙) von rechts in den Mußbach. Der Mündungsbereich ist von einer teilweise offenen Aue umgeben. Von hier fließt der Mußbach durch das untere Silbertal weiter. An dessen Ausgang erreicht ihn auf 244 m von links aus dem Benjental der Bach vom Schnokebrunnen. Fast ein Dutzend Quellen, die entlang der beiden Bachläufe im Silbertal zutage treten, verstärken diese mit ihrem Abfluss.

### Erhebungen
Der Mittlere Stoppelkopf schließt das Silbertal nach oben ab. Links des Tals folgen aufeinander Neidenfelser Eck (479,7 m), Taubenrux (471,5 m) und das Massiv des Saulochköpfchens (477,1 m) mit dem nach Südosten gerichteten Quaderhang. Auf der rechten Seite wird das Tal begrenzt von den Höhenrücken des Vorderen Stoppelkopfs (464–481 m) und des Hinteren Langenbergs (466,5–501,9 m), der als Nordwestläufer zum Massiv des 554 m hohen Weinbiets gehört.

## Geschichte

### Namen
Je nach hoheitlicher Sichtweise trugen die Bachtäler bis ins 19. Jahrhundert teilweise Namen, die sich von den heutigen unterscheiden: Gelegentlich wurde als Silbertal nur der obere Talabschnitt mit dem Silbertalbach bezeichnet. Da der Mußbach-Abschnitt unterhalb der Mündung des Bachs vom Schnokebrunnen bis zur Grenze an der Looganlage auf Deidesheimer Gemarkung lag, die zum Hochstift Speyer gehörte, wurde er dem „Benjental“ zugerechnet. Von späteren Chronisten wurde das Gimmeldinger Tal mitunter nach oben bis zur Mündung des Silbertalbachs ausgedehnt.

### Zollgrenze
Bis zur französischen Eroberung der linksrheinischen deutschen Gebiete im Ersten Koalitionskrieg, der 1797 endete,  verlief quer durch das heutige Gimmeldinger Tal die Grenze zwischen dem Hochstift Speyer im Nordwesten (Deidesheimer Gemarkung) und der Kurpfalz im Südosten (Gimmeldinger Gemarkung); dort richtete die Kurpfalz im 18. Jahrhundert eine Zollgrenze ein und forderte Abgaben. Die immer noch vorhandene Grenze trennt heute den Landkreis Bad Dürkheim mit der Stadt Deidesheim von der Stadt Neustadt mit dem Ortsteil Gimmeldingen.

### Mühlen

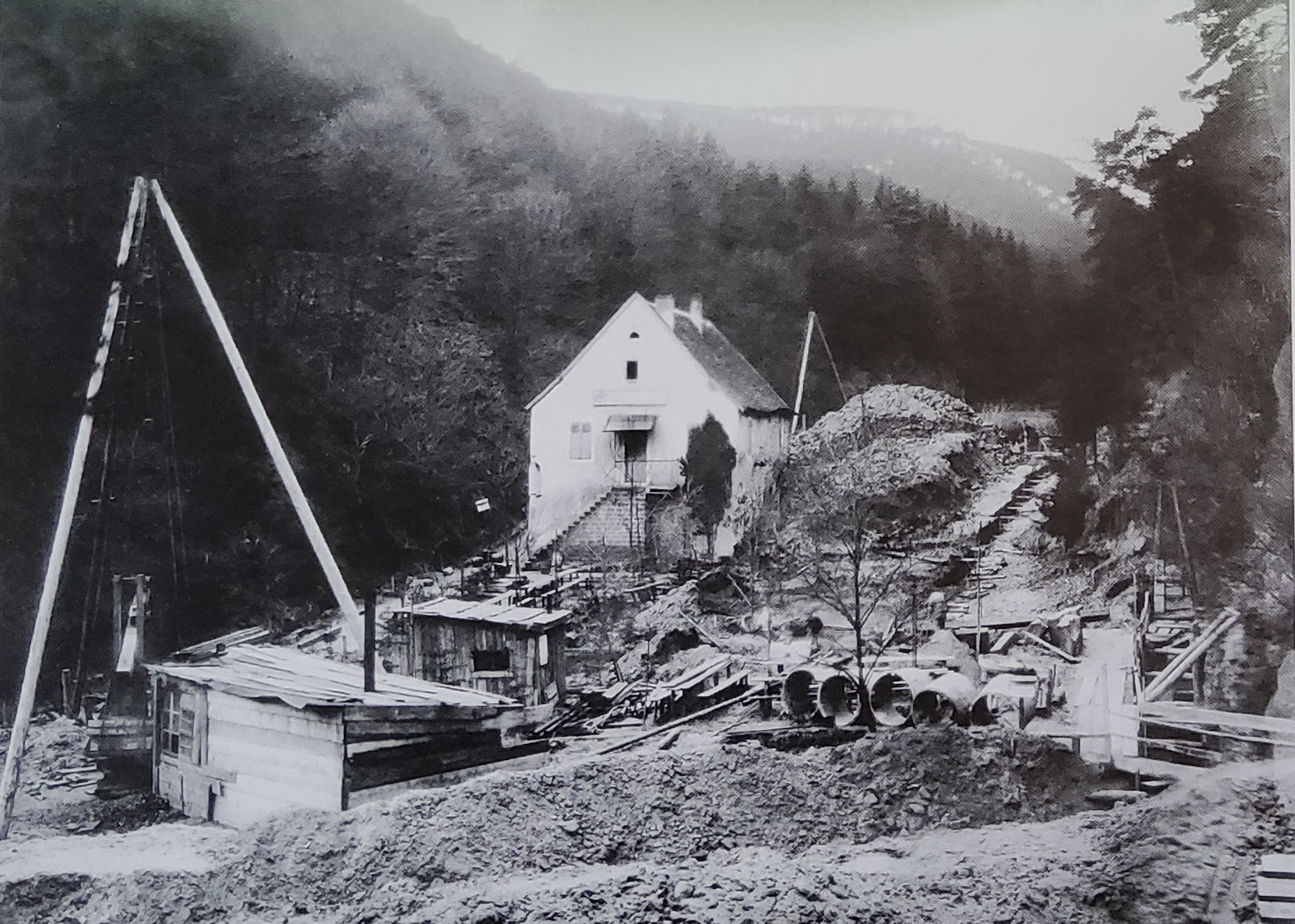
Obere Mühle 1907, nach Umbau zum Pfälzer Waldhaus

Die Hoheit über die Bachtäler umfasste nicht nur das Recht, die dortigen Quellen zur Trinkwassergewinnung zu nutzen, sondern gestattete auch, dort Mühlen anzulegen. Das Wasser des Mußbachs trieb früher zwölf solche Anlagen an. Die oberste, deswegen Obere Mühle genannt, stand im Grenzbereich von Silbertal und heutigem Gimmeldinger Tal (⊙). Sie ist bereits vor 1656 belegt und machte etliche Nutzungsänderungen durch – von der Mahlmühle zur Wappenschmiede und wieder zurück. 1892 wurde sie endgültig stillgelegt und diente nach Umbau ab 1907 als Pfälzer Waldhaus Wappenschmiede der Gastronomie, bis das Gebäude 1958 wegen Baufälligkeit abgerissen wurde. Einzelheiten sind nachzulesen unter Mühlen am Mußbach; die Angaben für die Obere Mühle stützen sich vor allem auf die Nachforschungen von Eberhard Ref.
Die Obere Mühle und die drei weiteren Deidesheimer Mühlen unterhalb wurden im Volksmund „Eselsmühlen“ genannt, weil das von den Müllern erzeugte Mehl im 18. Jahrhundert nicht auf Fuhrwerken, sondern auf Eseln abtransportiert wurde, die bei den Mühlen gehalten wurden. Auf dem sogenannten Eselsweg umging man die Grenze zur Kurpfalz und sparte so Zollabgaben ein.

### Forsthaus Silbertal

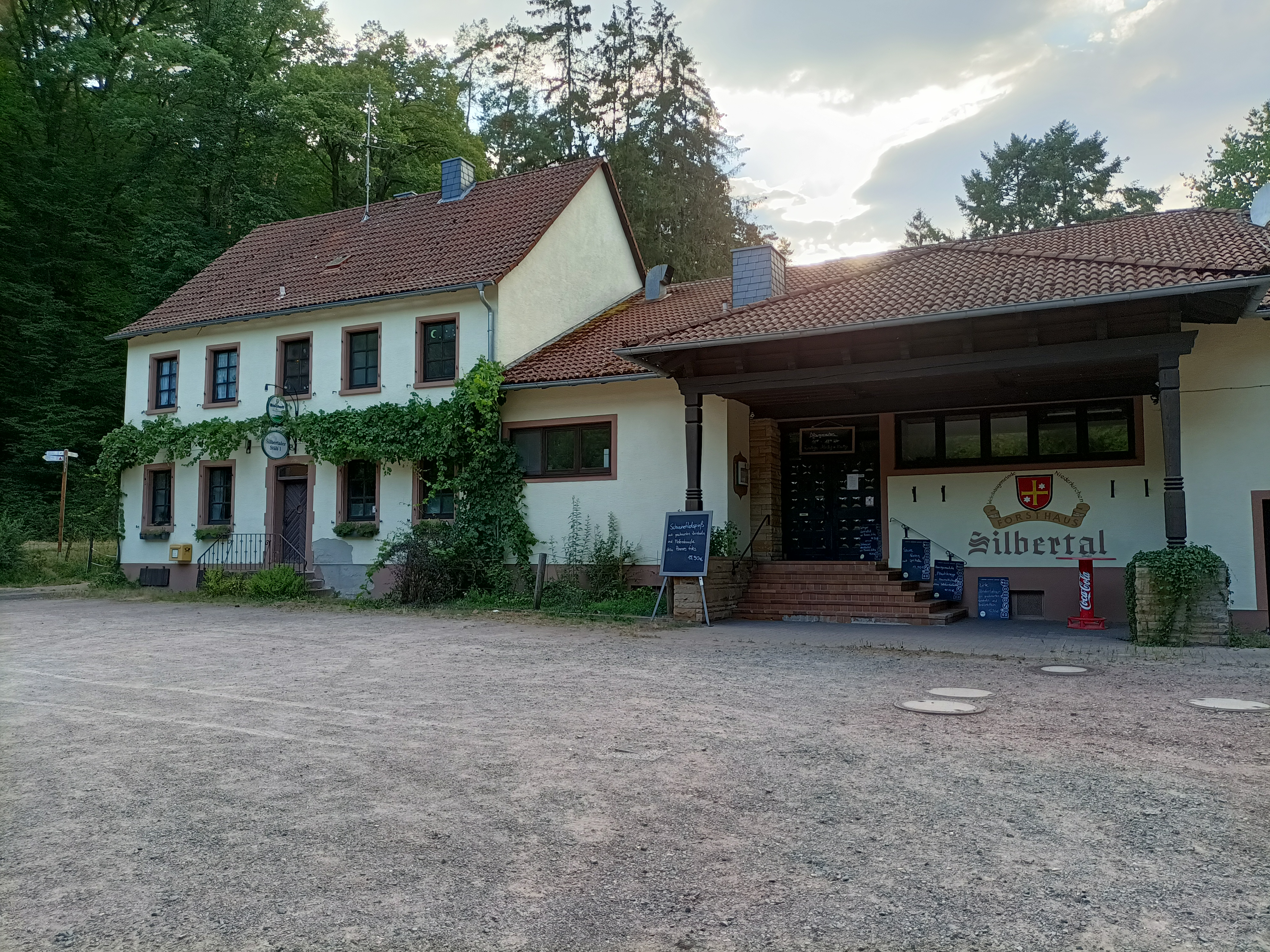
Forsthaus Silbertal

Das historische Forsthaus Silbertal (⊙), auf Deidesheimer Gemarkung 300 m südwestlich der Mündung des Silbertalbachs gelegen, wird heute als Ausflugslokal betrieben und bietet Gerichte der Pfälzer Küche an.

## Verkehr
Das obere Silbertal ist lediglich durch Forstwege und Wanderpfade erschlossen, die den Silbertalbach an seinen Ufern begleiten oder entlang der seitlichen Hänge verlaufen. Direkt unterhalb der Mündung des Silbertalbachs wird der Mußbach von Nordost nach Südwest von der Kreisstraße 16 (Wachenheim–Lindenberg) überquert. Von dieser zweigt im Bereich der Querung nach links die einspurige, mittlerweile zurückgestufte Kreisstraße 15 ab. Sie verläuft in südöstlicher Richtung am Mußbach entlang durch das untere Silbertal. Im Gimmeldinger Tal setzt sie sich fort, bis sie an der Grenze zwischen dem Landkreis Bad Dürkheim und der Stadt Neustadt zur K 13 wird.